# Jean Pucelle

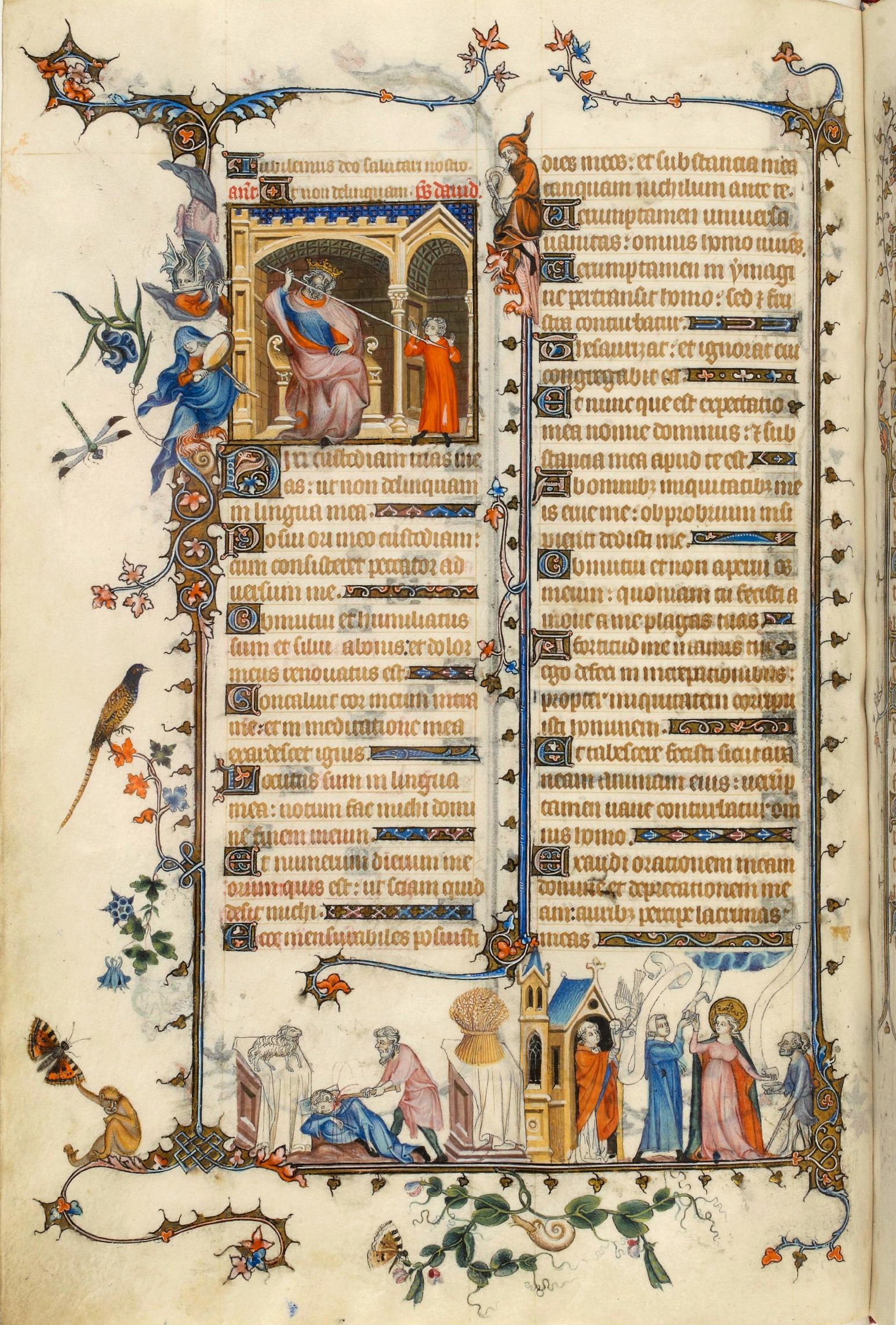
Breviario de Belleville, escena de David ante Saúl, año 1323-1326, pergamino, 24 × 17 cm, Biblioteca Nacional de Francia

Jean Pucelle ( h. 1300-1355[cita requerida]) fue un miniaturista de la época gótica parisina, activo entre 1320 y 1350, perteneciente a la fase del italo-gótico. También fue orfebre, pero se lo conoce sobre todo como iluminador y maestro miniaturista.
Tenía un importante taller en París a principios del siglo XIV. Artista curioso, viajó a Italia y a Bélgica para aprender las nuevas técnicas. Su estilo, influido por el Trecento italiano, se caracteriza por figuras delicadas y detalladas, pintadas en grisalla, acentuadas con toques de color. En sus miniaturas puede verse a menudo escenas de la vida cotidiana en el siglo XIV (escenas de caza, torneos, juegos). Poucelle contribuyó a elaborar el estilo cortesano. Su estilo perduró durante cuarenta años después de su muerte a través del trabajo de su discípulo, Jean Lenoir. Su forma de trabajar continuó siendo un estándar hasta los años 1380 en los libros de otros autores. 
La obra más famosa de Pucelle es el Libro de horas de Juana de Évreux (un libro de horas realizado para Juana de Evreux), de apenas 60 mm por 90 mm que forma parte de la colección de The Cloisters en Nueva York. También es suyo el Breviario de Belleville, que se conserva en la Biblioteca Nacional de Francia en París.